# Iglesia de Nuestra Señora de Nazaret (Luanda)
La Iglesia de Nuestra Señora de Nazaret (en portugués: Igreja de Nossa Senhora da Nazaré) es una iglesia del siglo XVII situada en Luanda, en Angola. Se localiza junto a la Bahía de Luanda, en frente a la Avenida Marginal (Avenida 4 de febrero).
André Vidal de Negreiros, artífice de liberación del Nordeste de Brasil del dominio holandés siendo gobernador de Angola, mando a construir la Iglesia de Nuestra Señora de Nazaret en 1664, como indica una placa sobre el portal de entrada. La edificación de la iglesia fue una forma de agradecer a Dios por haber sobrevivido a un naufragio en un viaje del Brasil hasta Angola, posiblemente el mismo que lo llevó a asumir las funciones de gobernador de aquel territorio. 